# 超完美告別
《超完美告別》（英語：Death at a Funeral）是2007年首映的喜劇電影，由弗蘭克·奧茲執導，狄恩·克雷格編劇。

## 情節
丹尼爾在父親過世後，在家為他舉辦葬禮，而他在紐約的弟弟羅伯特也趕回來。丹尼爾和他的太太──珍與他的母親桑德拉住在一起，但婆媳倆卻並不合起來，珍因此想搬出去。
丹尼爾叫朋友霍華德幫他接坐輪椅的艾菲叔叔過來，與他同車的還有賈斯汀，他與丹尼爾並不熟，只是為了見前女友馬莎才去；馬莎是丹尼爾的表妹，她與未婚夫西門同去，希望父親能夠接受他。
馬莎去之前先去接她的弟弟特洛伊。特洛伊在大學修讀藥劑學，他在讀書的同時亦幫朋友製造迷幻藥，並準備在葬禮後帶給朋友。到了弟弟家後，馬莎看見西門緊張而找了些安眠藥給他，但他們卻不知這些是迷幻藥，因為特洛伊將那些藥暫時放在安眠藥的樽裏。
當所有人都到齊後，葬禮便開始。可是，吃了迷幻藥的西門在葬禮開始了不久後，藥力便發作了，他以為棺材在動就去推跌它，這樣令葬禮暫時停下來。
在重新整理好前，一個叫彼得的矮子找丹尼爾到書房談話，原來彼得與丹尼爾的父親有親密的關係，彼得也希望分到遺產，更威脅丹尼爾，如果不行的話，他便將自己與丹尼爾父親的親密照公諸於世。
丹尼爾找羅伯特來共同負擔這筆款項，但他們與彼得談判破裂，羅伯特情急之下把彼得綁起來。這時，霍華德撞了進來，他更在不知情的情況下給了彼得那些迷幻藥，而特洛伊為了找丟失的迷幻藥也走了進來，在迫於無奈之下，他們也加入了。
過不了多久，丹尼爾與羅伯特到其他地方商量，留下霍華德與特洛伊在書房看守；艾菲叔叔人有三急，需要書房的洗手間，霍華德二人把彼得藏好後，便幫艾菲叔叔上洗手間。這時，彼得的藥力也發作了，在異常興奮的狀態下，他撞到了咖啡桌的角，沒有了呼吸......

## 演員

### 主要角色
- 馬修·麥費狄恩 飾演 丹尼爾
- 鲁珀特·格雷夫斯 飾演 羅伯特
- 彼特·丁拉基 飾演 彼得
- 阿蘭·圖代克 飾演 西門
- 黛西·唐洛范（英语：Daisy Donovan） 飾演 馬莎
- 克里斯·馬歇爾 飾演 特洛伊
- 安迪·尼曼 飾演 霍華德

### 其他角色
- 彼得·沃恩 飾演 艾菲叔叔
- 克里斯·馬歇爾 飾演 賈斯汀
- 珍·愛舍（英语：Jane Asher） 飾演 桑德拉
- 琦莉·霍斯 飾演 珍

## 外部連結
- 互联网电影数据库（IMDb）上《葬礼上的死亡》的资料（英文）
- 豆瓣电影上《葬礼上的死亡》的資料 （简体中文）